# Thomas Guy
Thomas Guy (1644-1724) fue un librero, inversor y político británico, fundador del Guy's Hospital en Londres. 

## Biografía
Thomas Guy nació en Southwark (Londres). Era el hijo mayor de un lanchero (lighterman), carbonero y carpintero.
Después de ocho años como aprendiz con un librero, montó su propio negocio en 1668. Vendió sobre todo biblias, que empezó importando de contrabando de Holanda, ya que eran de mejor calidad que las que se imprimían en Inglaterra. En 1679 consiguió un contrato por la Universidad de Oxford para imprimir biblias bajo su licencia. Es de esta manera, y gracias a un estilo de vida avaro y a sus inversiones, que terminó enriqueciéndose. 
En 1797 hizo construir tres salas del St Thomas' Hospital. Con 18 793 libras y 16 chelines hizo construir el Guy's Hospital, dejando un fondo de garantía de 219 499 libras. También fue garante del Christ's Hospital con 400 libras anuales, y de unos hospicios en Tamworth, lugar de nacimiento de su madre. Fue asimismo miembro del Parlamento inglés por Tamworth entre 1695 y 1707. 
La venta de todas sus suscripciones a la Compañía del Mar del Sur justo antes del crac de 1720 lo puso a la cabeza de una inmensa fortuna. 
Murió soltero el 17 de diciembre de 1724, dejando una herencia de unas 80 000 libras a familiares lejanos.

## Monumentos

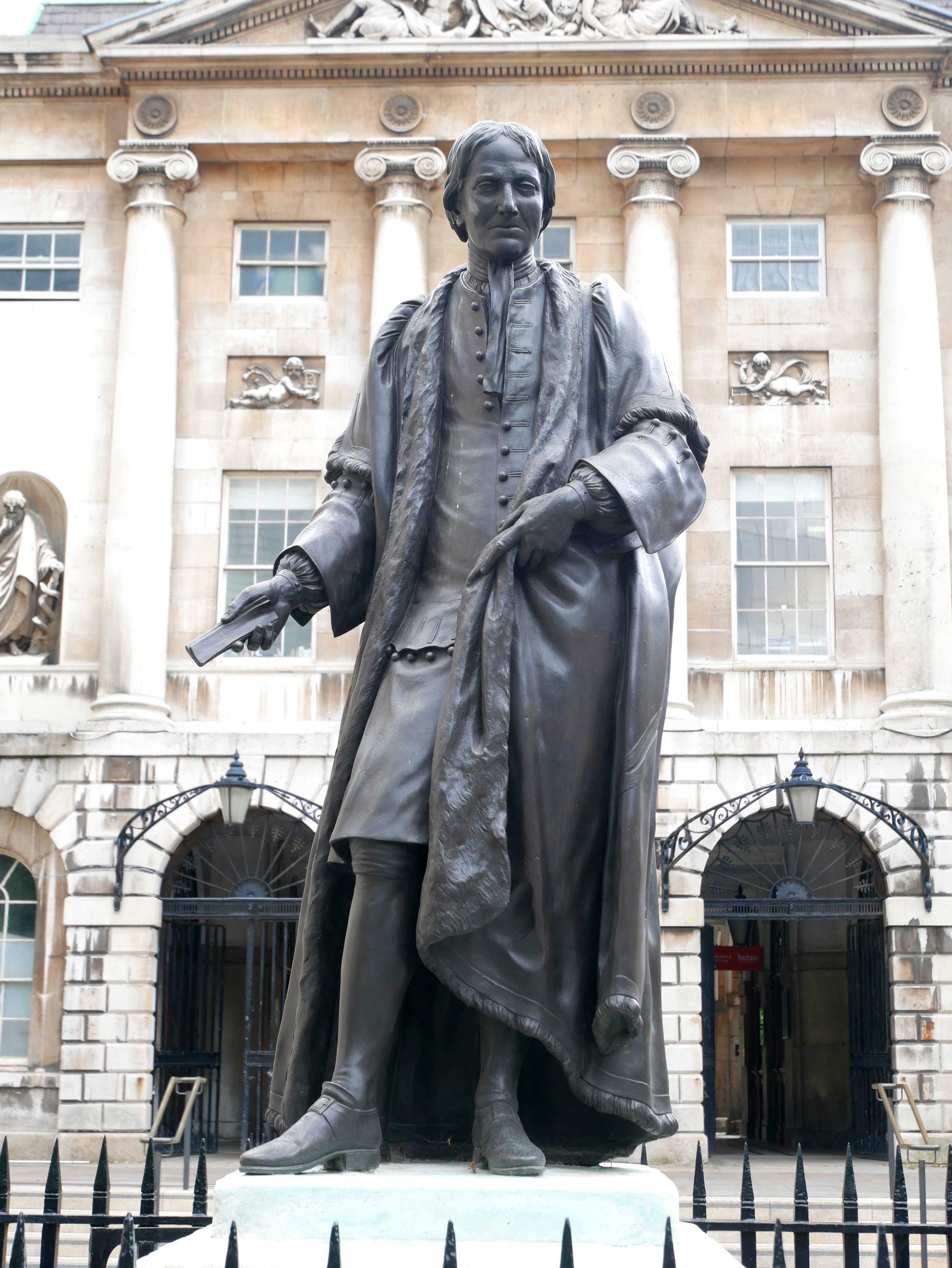
Estatua de Thomas Guy, obra de Peter Scheemakers

En 1732, se encargó a Peter Scheemakers la construcción de una estatua de bronce y mármol de Thomas Guy, que no lleva peluca, en referencia a su falta de ostentación. El monumento está rematado con el lema Dare quam accipere («dar que recibir»), un relieve de Cristo curando al enfermo y otro del buen samaritano. Se encuentra en el patio de la entrada principal del Guy's Hospital.
En 1776, el hospital construyó una nueva ala occidental, con una capilla. Los administradores encargaron a John Bacon la construcción dentro de la capilla de un monumento funerario a tamaño natural.
En junio de 2020, debido a las protestas por la muerte de George Floyd, numerosas estatuas de personas vinculadas con la esclavitud fueron derribadas. Ello provocó la revisión de los monumentos a Thomas Guy por parte del trust a cargo del hospital, junto con una comisión creada por el alcalde de Londres, Sadiq Khan, debido a la participación de Guy en la Compañía del Mar del Sur. El trust anunció el 11 de junio de 2020 que retiraría los monumentos de la vista del público.